# Графички дизајн
Графички дизајн је примењена уметност. Као дисциплина дизајна, графички дизајн има за задатак графичко обликовање комуникације различитих медија. Ту спадају: новине, часописи, плакати, билборди, визит картице, маркетиншке кампање производа и услуга и томе слично. У новијем значењу графички дизајн укључује графичке продукције прилагођене електронским медијима тј. интернету или телевизији и другим медијима.
Графички дизајн је уметност и професија одабира и аранжирања визуелних елемената као што су типографија, фотографија, илустрација, симболи и боје с циљем преношења неке поруке одређеној публици. Понекад се за графички дизајн користи кованица „визуелна комуникација“, којом се жели истаћи његова функција давања форме и облика информацијама. Задатак графичког дизајнера је комбиновање визуелних и вербалних елемената у једну организовану и ефикасну целину. Може се рећи да је графички дизајн колаборативна дисциплина. Писци креирају речи и слогане, фотографи и илустратори креирају визуелне елементе, типографи различите типографије, док графички дизајнер ствара композицију (целину) визуелне комуникације.
Развој графичког дизајна као професије је у врло уској вези са технолошким иновацијама, друштвеним потребама и визуелном маштом стваралаца. Практиковао се у различитим облицима током историје, а најстарији примери се срећу у манускриптама старе Кине, Египта и Грчке. Појавом штампарства у 15. веку, графички дизајн се прилагођава новом медију и отада се непрестано развија.
Крајем 19. века, графички дизајн се обликује у форму коју данас препознајемо, делом као резултат све веће специјализације у различитим професијама у којима се користи, делом због увођења нових технологија и тржишних могућности које се отварају индустријском револуцијом. 1922. године Вилијам А. Двигинс (енгл. William A. Dwiggins) даје име „графички дизајн“ овој тада новој области примењене уметности.

## Историја
Порекло графичког дизајна може се пратити од порекла људског постојања, од пећине Ласко, преко римског Трајановог стуба до илуминираних рукописа средњег века, до неонских светала Гинзе у Токију. У „Вавилону су занатлије утискивале клинасте натписе у глинене цигле или плоче које су коришћене за изградњу. Цигле су пружале информације попут имена владајућег монарха, градитеља или неког другог достојанственика“. То је био први познати путоказ који је најављивао име гувернера државе или градоначелника града. Египћани су развили комуникацију хијероглифима који су користили симболе слика који датирају још од 136. п. н. е., пронађене на камену Розета. „Камен Розета, који је пронашао један од Наполеонових инжењера, био је реклама за египатског владара, Птоломеја као „истинског Сунчевог сина, Месечевог оца и Чувара среће људи“. Египћани су такође изумели папирус, папир направљен од трске доступне дуж Нила, на коме су преписивали најаве чешће кориштене међу људима тог време. Током „мрачног доба“, од 500. године до 1450. године, монаси су стварали сложене, илустроване рукописе.
Током своје дуге историје, као и у релативно недавној експлозији визуелне комуникације у 20. и 21. веку нестала је разлика између оглашавања, уметности, графичког дизајна и ликовне уметности. Ове области деле многе елементе, теорије, принципе, праксе, језике и понекад истог доброчинитеља или клијента. У оглашавању, крајњи циљ је продаја робе и услуга. У графичком дизајну, „суштина је давање реда информацијама, облик идејама, израз и осећај артефактима који документују људско искуство.“

### Појава штампе
Током династије Танг (618–907) дрвени блокови су сечени да би се штампало на текстилу, а касније за репродукцију будистичких текстова. Будистички спис одштампан 868. године најранија је позната штампана књига. Почев од 11. века, дужи свици и књиге настајали су помоћу штампе са покретним словима, чинећи књиге широко доступним током династије Сонг (960–1279).
Током 17. до 18. века покретни тип се користио за израду летака или огласа које су штампани на гравурама на дрвету или бакру. Ови документи су најављивали предузеће и његову локацију. Енглески сликар Вилијам Хогарт који је користио своју вештину у гравирању био је један од првих који је дизајнирао за пословну трговину.
У Мајнцу у Немачкој, 1448. године Јохан Гутенберг је представио покретни тип помоћу нове металне легуре за употребу у штампарији и отворио нову еру трговине. То је графику учинило доступнијом, јер је масовно штампање знатно снизило цену материјала за штампу. Раније је већина оглашавања обављано усменом предајом. На пример, у Француској и Енглеској, објављивачи су најављивали производе за продају баш као што су то чинили Римљани.